# Quadrige (collection)
Pour l’article homonyme, voir Quadrige.

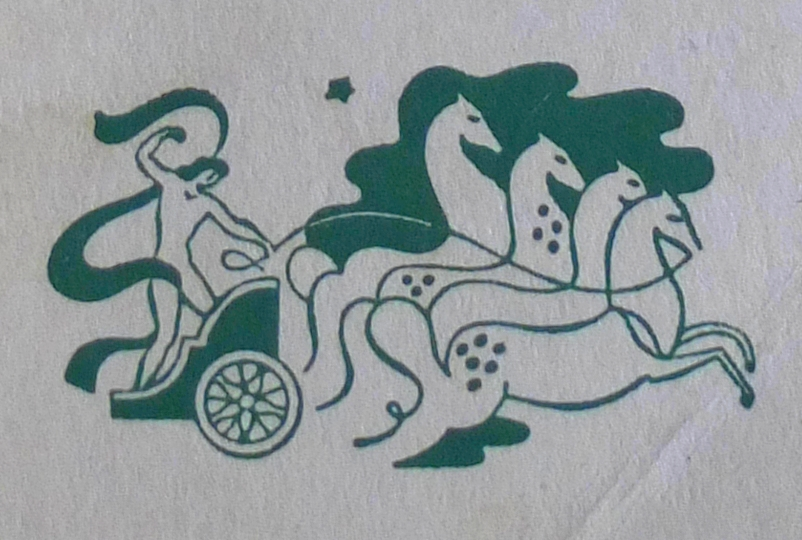
Le Quadrige, logo des PUF apparu en 1939, qui a donné son nom à la collection.

Quadrige est une collection de philosophie créée en 1981 par les Presses universitaires de France (PUF), héritière de la collection de la Bibliothèque de philosophie contemporaine crée en 1864.
La collection Quadrige se déploie selon quatre axes principaux : les grands textes, les manuels, les dicos-poche, les essais-débats. Comptant dans ses rangs de nombreux auteurs majeurs, elle est l'une des grandes collections de philosophie en langue française.

## Nom
L'origine du nom de la collection Quadrige est due à la fusion entre 1934 et 1939 des éditions PUF avec les éditions Félix Alcan, la librairie Ernest Leroux et les éditions Rieder à la suite de la faillite de l'actionnaire principal des PUF (la Banque des coopératives). Le logo des PUF devient alors en 1939 un dessin de quadrige, c'est-à-dire un char de l'Antiquité, attelé de quatre chevaux disposés de front, chaque cheval représentant une des maisons d'éditions d'origine.

## Certains auteurs publiés
- Jean-Claude Abric
- Michel Agier
- Alain
- Norbert Alter
- Louis Althusser
- Jacques André
- Lou Andreas-Salomé
- Aristote
- Paul-Laurent Assoun
- Sylvain Auroux
- Patrick Avrane
- Gaston Bachelard
- Alain Badiou
- Étienne Balibar
- Henri Bergson
- Dominique Bourg
- Émile Bréhier
- Luc Brisson
- Gérald Bronner
- Georges Canguilhem
- Vincent Carraud
- Pascal Chabot
- Johann Chapoutot
- Laurent Cohen-Tanugi
- André Comte-Sponville
- Marcel Conche
- Denis Crouzet
- Christian David
- Monique David-Ménard
- Angus Deaton
- Thomas De Koninck
- Gilles Deleuze
- Jacques Derrida
- Elsa Dorlin
- Marie-Anne Dujarier
- Bruno Dumézil
- Gilbert Durand
- Émile Durkheim
- Michael Edwards
- Jacques Ellul
- Frédéric Encel
- Guillaume Erner
- Muriel Fabre-Magnan
- Emmanuel Falque
- Paul Fauconnet
- Lucien Febvre
- Michaël Fœssel
- Michel Foucault
- Geneviève Fraisse
- Sigmund Freud
- Erich Fromm
- Antoine Garapon
- Tristan Garcia
- Harold Garfinkel
- Claude Gauvard
- Bernard Gorceix
- Nicolas Grimaldi
- Maurice Halbwachs
- Tim Harford
- Friedrich Hayek
- G.W.F. Hegel
- Martin Heidegger
- Robert Hertz
- Albert Hirschman
- Henri Hubert
- David Hume
- Roland Jaccard
- Vladimir Jankélévitch
- Chantal Jaquet
- François Jullien
- Emmanuel Kant
- Gilles Kepel
- Lao Tseu
- Jean Laplanche
- Gustave Le Bon
- Henri Lehmann
- Claude Lévi-Strauss
- Alain de Libera
- Édouard Louis
- Dominique Lecourt
- Clotilde Leguil
- André Leroi-Gourhan
- Emmanuel Levinas
- Jean-François Lyotard
- Pierre Macherey
- Catherine Malabou
- Pierre Manent
- Jean-Luc Marion
- Pierre Marty
- Karl Marx
- William Marx
- Jean-François Mattéi
- Marcel Mauss
- Maurice Merleau-Ponty
- Yves Michaud
- Emmanuel Mounier
- Michel de M'Uzan
- Hisayasu Nakagawa
- Paul Naudon
- Philippe Nemo
- Robert Nozick
- Serge Paugam
- Henri Peña-Ruiz
- Jean Piaget
- Michel Pinçon
- Monique Pinçon-Charlot
- Jean-Pierre Poulain
- Jacques Rancière
- John Rawls
- Louis Renou
- Carole Reynaud-Paligot
- Stéphane Rials
- Camille Riquier
- Léon Robin
- Maxime Rodinson
- Claude Romano
- Jacqueline de Romilly
- Clément Rosset
- Bernard Rougier
- René Roussillon
- Henri Saint-Simon
- Louis Sala-Molins
- Pierre Sansot
- Patrick Savidan
- Jacqueline Schaeffer
- Carl Schmitt
- Victor Schœlcher
- Arthur Schopenhauer
- Amartya Sen
- Léopold Sédar Senghor
- Pierre Servan-Schreiber
- Shūzō Kuki
- Georg Simmel
- Leo Strauss
- Alain Supiot
- Daisetz Teitaro Suzuki
- Pacôme Thiellement
- Jean Tirole
- Léon Tolstoï
- Patrick Tort
- Stéphane Vial
- Alain Viala
- Jean Vioulac
- Louis Vogel
- Henri Wallon
- Frédéric Worms
- Patrick Wotling
- Yves Charles Zarka
- René Zazzo